# Wigmore Hall
Wigmore Hall er en koncertsal i City of Westminster i London. Den er en af de førende internationale sale til fremførelse af kammermusik. Den er beliggende i Wigmore Street 36 og anses pga. sin fornemme akustik for at være en af de bedste koncertsale i verden. 

## Historie
Bygningen hed oprindeligt Bechstein Hall og blev bygget mellem 1899 og 1901 af det tyske klaverfirma, C. Bechstein Pianofortefabrik, der havde udstillingslokaler i nabobygningen. Salen blev tegnet af den berømte londonske arkitekt, Thomas Edward Collcutt, der også havde tegnet Savoy Hotel. Byggeriet kostede ca. 100.000 £. 
Bechstein var dengang et af de mest velrenommerede firmaer, der byggede førsteklasses klaverer og flygler. Bechsteins største konkurrent var firmaet Steinway & Sons i New York, der havde haft stor succes med at indrette eksklusive salgslokaler med tilhørende koncertsale, de såkaldte Steinway Halls.
Bechstein Hall åbnede med sine 400 tilskuerpladser den 31. maj 1901 med en koncert med klavervirtuosen, Ferruccio Busoni, og violinisten, Eugène Ysaÿe. Lignende sale blev også bygget af Bechstein i Sankt Petersborg og Paris.
I salens første sæsoner tiltrak den store kunstnere som Artur Schnabel, Pablo Sarasate, Percy Grainger, Myra Hess, Arthur Rubinstein, Camille Saint-Saëns og Max Reger. 
Under 1. verdenskrig blev salen i 1916 beslaglagt som "fjendtlig ejendom" pga. det tyske ejerskab. Salen med mere end 130 flygler blev ved en auktion solgt til Debenhams for en brøkdel af sin værdi og genåbnede under det nye navn, Wigmore Hall, i 1917. Salen ejes i dag af The Wigmore Hall Trust.
Bygningen er opført i renæssancestil med alabaster- og marmorvægge. Selve salen er rektangulær æskeformet med et lille, hævet sceneareal med kuppel.
Salen blev restaureret i 2004, og i 2005 tegnede Wigmore Hall Trust en leasingaftale for de næste 300 år for 3,1 millioner £.
Med sin næsten perfekte akustik har den fortsat tiltrukket en lang række af det 20. århundredes største kunstnere som f.eks. Svjatoslav Richter, Vladimir Ashkenazy, Elisabeth Schwarzkopf, Victoria de los Ángeles, Sergey Prokofiev, Shura Cherkassky, Paul Hindemith, Andrés Segovia, Benjamin Britten og Francis Poulenc.
I dag spilles der ca. 400 koncerter årligt i salen, og der transmitteres ugentligt en koncert i radioen på BBC Radio 3, der har et lyttertal på adskillige hundrede tusinde verden over.
Wigmore Hall udgiver og indspilninger på sit eget plademærke: Wigmore Hall Live CD Label.

## Kunstnerisk udsmykning
Kuplen ved scenen er berømt for den maleriske udsmykning. Det er en allegorisk fremstilling af menneskets bestræbelser på at indfange musikkens flygtighed i sin store abstraktion.
Det er tegnet af Gerald Moira (1867–1959) og maleriet er udført af Lynn Jenkins (1870–1927).
Den centrale figur symboliserer musikkens sjæl. Han stirrer op mod harmoniens geni, symboliseret af en kugle af evig ild, hvis stråler reflekteres over hele verden.
En anden figur viser Psyke, der som symbol på den menneskelige sjæl inspirerer en siddende komponist, der noterer musikken på en papirrulle.
Baggrunden viser en dybblå himmel, hvor over der svæver sølvgrå skyer som symbol på det guddommelige mysterium.
Kuplen blev restaureret i 1991-92.